# Harry Knudsen
Harry Madsen Knudsen (4. marts 1919 - 1. september 1998) var en dansk roer fra Højelse. Han repræsenterede Køge Roklub
Knudsen vandt, sammen med Erik Larsen, Børge Raahauge Nielsen, Henry Larsen og styrmand Ib Olsen, bronze i firer med styrmand ved OL 1948 i London. Der deltog i alt 16 lande i konkurrencen, hvor USA og Schweiz vandt henholdsvis guld og sølv foran den danske båd. Det var den ene af 20 danske medaljer ved legene. Det var det eneste OL, Knudsen deltog i.

## OL-medaljer
- 1948:  Bronze i firer med styrmand